# Apentanodes globosus
Apentanodes globosus is een keversoort uit de familie zwartlijven (Tenebrionidae). De wetenschappelijke naam van de soort is voor het eerst geldig gepubliceerd in 1857 door Reiche.